# Xã Rutland, Quận Meigs, Ohio
Xã Rutland (tiếng Anh: Rutland Township) là một xã thuộc quận Meigs, tiểu bang Ohio, Hoa Kỳ. Năm 2010, dân số của xã này là 2.353 người.